# Eotitanops
Eotitanops Osborn, 1907 è un genere di mammiferi estinti appartenenti ai perissodattili, vissuti nell'Eocene inferiore (tra Ypresiano e Luteziano,  55,8 - 46,2 milioni di anni fa), i cui resti fossili sono stati rinvenuti in Asia ed America Settentrionale.

## Descrizione
Questi mammiferi raggiungevano i 45 cm di altezza al garrese; erano, quindi, più grandi del loro contemporaneo Hyracotherium, e proprio come quest'ultimo si cibavano di foglie ed avevano le zampe anteriori a quattro dita e le zampe posteriori a tre dita.